# Sangaris concinna
Sangaris concinna är en skalbaggsart som beskrevs av Johan Wilhelm Dalman 1823. Sangaris concinna ingår i släktet Sangaris och familjen långhorningar. Inga underarter finns listade i Catalogue of Life.